# Lupinus gormanii
Lupinus gormanii är en ärtväxtart som beskrevs av Charles Vancouver Piper. Lupinus gormanii ingår i släktet lupiner, och familjen ärtväxter. Inga underarter finns listade i Catalogue of Life.